# Divisoria Laurentiana

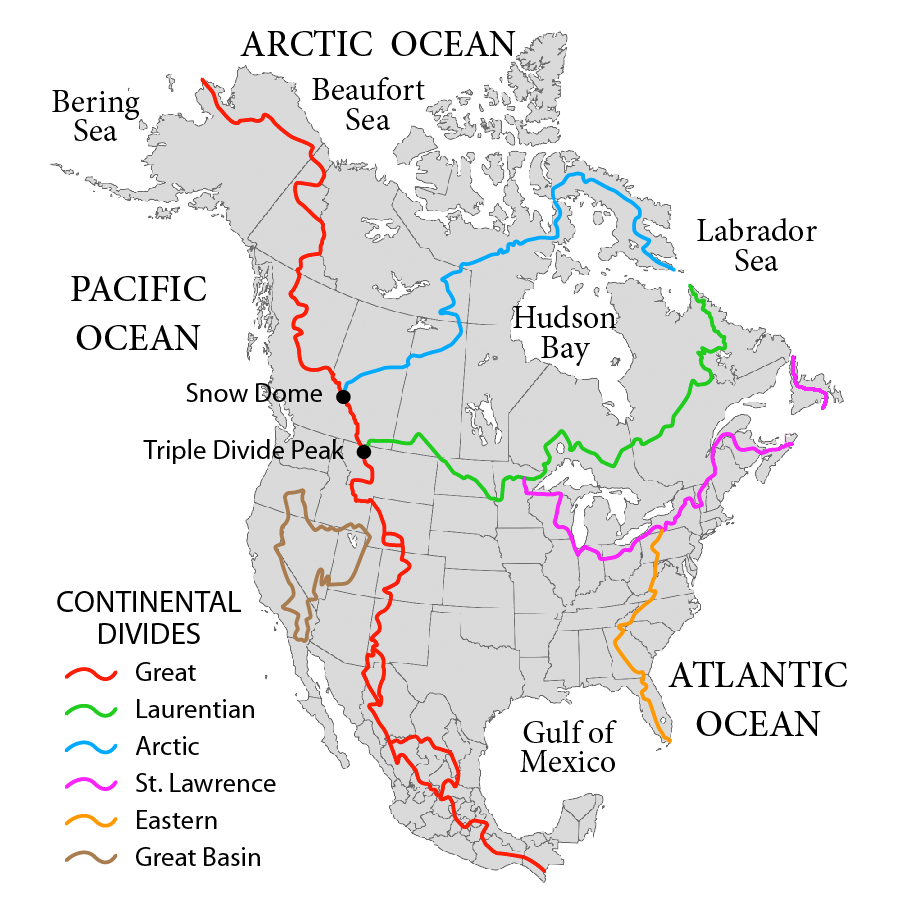
La divisoria Laurentiana (en verde) se extiende desde el pico Triple Divide (Montana) hasta la costa de la península de Labrador, en el paralelo 60ºN, que es el límite norte del océano Atlántico. El norte de la divisoria de aguas que delimita la cuenca de la bahía de Hudson (en azul), se extiende hasta el límite norte del estrecho de Hudson.

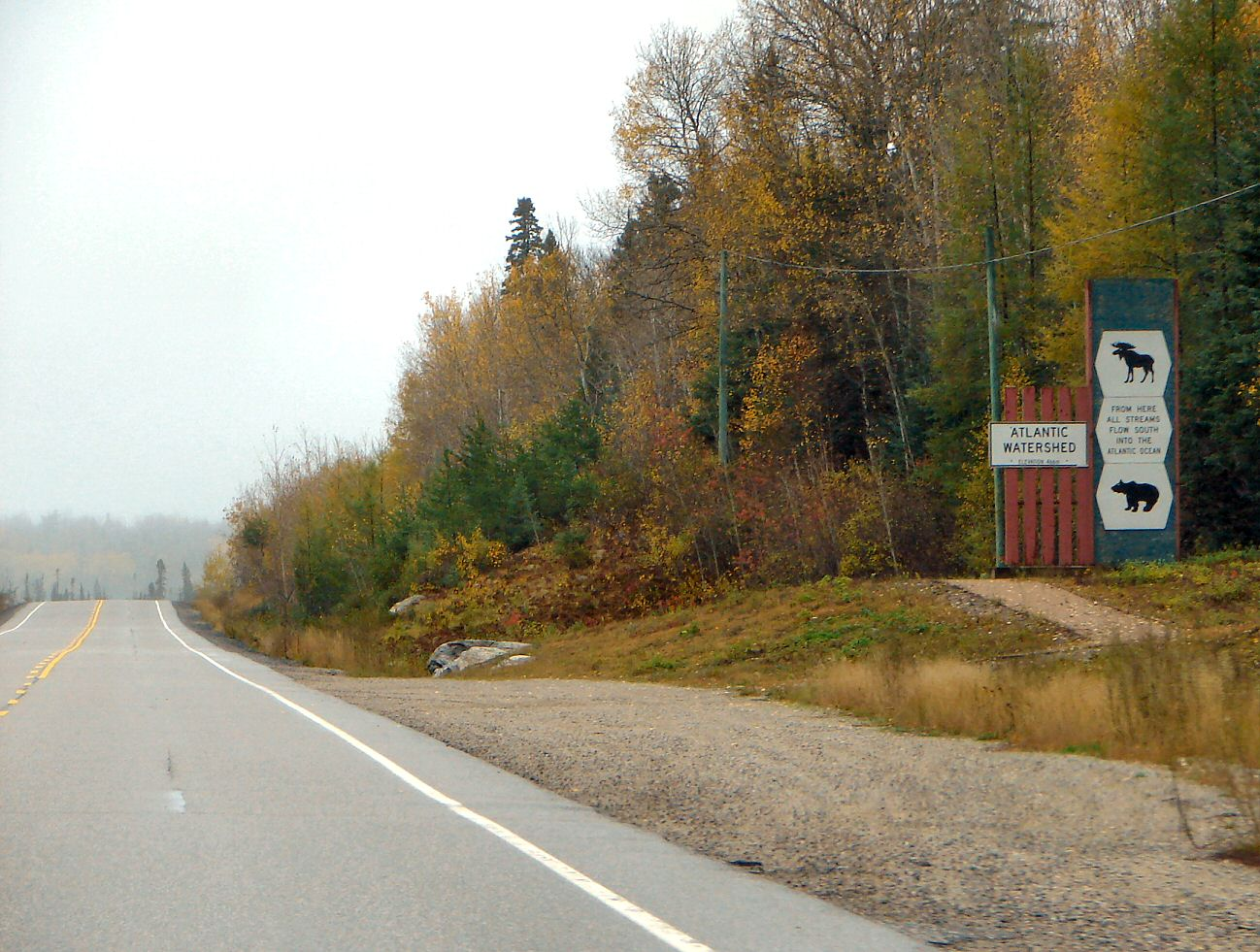
Señalización de la divisoria a lo largo de la Highway 101 en Ontario.

La divisoria Laurentiana o divisoria del Norte (en inglés: Laurentian Divide o Northern Divide) es una de las grandes divisorias continentales de Norteamérica, una divisoria que separa, a un lado, las aguas que fluyen hacia el este y el sur de Canadá y, al otro, las que discurren por el norte del Medio Oeste de Estados Unidos: las aguas al norte de los altos de la divisoria fluyen hacia el océano Ártico a través de los ríos que desaguan en la bahía de Hudson o directamente en el Ártico; las aguas al sur de la divisoria, a su vez, se abren paso por una variedad de sistemas de drenaje hasta el océano Atlántico, incluidos los sistemas de los Grandes Lagos y el río San Lorenzo, al este, o el del río Misisipí, que acaba en el golfo de México, al sur. Algunas fuentes consideran que la bahía de Hudson forma parte del océano Atlántico, no del Ártico, lo que haría de la divisoria Laurentiana una divisoria menor entre mares y no entre océanos.

## Descripción
En el norte y el este, la divisoria comienza en el cabo Chidley, en el mar de Labrador, en Canadá, donde ese mar, que forma parte del océano Atlántico, se encuentra con el estrecho de Hudson, que conecta la bahía de Hudson con el Ártico. La divisoria discurre por el este de Canadá, se adentra luego en los Estados Unidos, y vuelve a entrar en Canadá antes de terminar en las Montañas Rocosas, en el oeste de los Estados Unidos.
En Canadá, las alturas de la divisoria forman la frontera entre las provincias de Quebec y Terranova y Labrador. Se vuelve al oeste para cruzar el sur de las provincias de Quebec y Ontario; aquí la divisoria marca el límite norte original que ambas provincias tenían en la época de la Confederación Canadiense en 1867, aunque ambas ya se han ampliado, de manera significativa, hacia el norte. Las aguas situadas al este y al sur de la divisoria fluyen en el mar de Labrador, el golfo de San Lorenzo, o el río San Lorenzo y los Grandes Lagos, que son drenados por este río.
La divisoria entra en los Estados Unidos por el noreste del estado de Minnesota, en Height of Land Portage. Cerca de Hibbing forma un punto triple, Hill of Three Waters, en el que las cuencas del río San Lorenzo y del río Misisipí se encuentran con la cuenca de la bahía de Hudson. Cruza después el extremo noreste de Dakota del Sur y pasa a través de Dakota del Norte hasta el extremo noroeste del estado. Las secciones estadounidenses de la divisoria separan las cuencas del río Rainy y del río Rojo del Norte de las cuencas del río Misisipí y el río Misuri. La divisoria formaba el límite norte de los Estados Unidos tras la Compra de la Luisiana.
La divisoria continua atravesando la parte meridional de las provincias canadienses de Saskatchewan y Alberta antes de volver de nuevo a los Estados Unidos, donde se encuentra con la Gran Divisoria en el pico Triple Divide (2444 m), en el Parque nacional de los Glaciares, en Montana. La divisoria del Norte se convierte en parte de la Gran Divisoria, corriendo ambas en dirección norte a través del oeste de Canadá y luego del norte de Alaska, atravesando la península de Seward hasta alcanzar el océano.